# Indiana Pacers 2007-2008
La stagione 2007-08 degli Indiana Pacers fu la 32ª nella NBA per la franchigia.
Gli Indiana Pacers arrivarono terzi nella Central Division della Eastern Conference con un record di 36-46, non qualificandosi per i play-off.

## Roster
| N° | Naz.                   | Ruolo | Sportivo        | Anno | Alt. | Peso |
| -- | ---------------------- | ----- | --------------- | ---- | ---- | ---- |
| 1  | Stati Uniti (bandiera) | A     | Ike Diogu       | 1983 | 203  | 113  |
| 3  | Stati Uniti (bandiera) | A     | Troy Murphy     | 1980 | 211  | 111  |
| 4  | Stati Uniti (bandiera) | A     | Shawne Williams | 1986 | 206  | 102  |
| 6  | Stati Uniti (bandiera) | GA    | Marquis Daniels | 1981 | 198  | 91   |
| 7  | Stati Uniti (bandiera) | AC    | Jermaine O'Neal | 1978 | 211  | 103  |
| 10 | Stati Uniti (bandiera) | AC    | Jeff Foster     | 1977 | 211  | 107  |
| 11 | Stati Uniti (bandiera) | G     | Jamaal Tinsley  | 1978 | 191  | 88   |
| 12 | Stati Uniti (bandiera) | G     | Travis Diener   | 1982 | 185  | 79   |
| 13 | Stati Uniti (bandiera) | C     | David Harrison  | 1982 | 213  | 127  |
| 17 | Stati Uniti (bandiera) | GA    | Mike Dunleavy   | 1980 | 206  | 100  |
| 20 | Stati Uniti (bandiera) | G     | Andre Owens     | 1980 | 193  | 91   |
| 21 | Stati Uniti (bandiera) | G     | Kareem Rush     | 1980 | 198  | 98   |
| 22 | Stati Uniti (bandiera) | G     | Ronald Murray   | 1979 | 193  | 86   |
| 23 | Stati Uniti (bandiera) | G     | Stephen Graham  | 1982 | 198  | 98   |
| 33 | Stati Uniti (bandiera) | A     | Danny Granger   | 1983 | 203  | 102  |
| 44 | Stati Uniti (bandiera) | C     | Courtney Sims   | 1983 | 208  | 111  |

## Staff tecnico
- Allenatore: Jim O'Brien
- Vice-allenatori: Dick Harter, Lester Conner, Dan Burke, Frank Vogel, Jay DeFruscio
- Preparatore fisico: Shawn Windle
- Preparatore atletico: Josh Corbeil
- Assistente preparatore: Carl Eaton